# Takastenus annulipes
Takastenus annulipes är en stekelart som först beskrevs av Brulle 1846.  Takastenus annulipes ingår i släktet Takastenus och familjen brokparasitsteklar. Utöver nominatformen finns också underarten T. a. celebesiensis.